# Agujero negro binario
Un agujero negro binario es un sistema que consiste en dos agujeros negros orbitando cercanamente alrededor de ellos. Al igual que los mismos agujeros negros, los agujeros negros binarios son usualmente divididos en agujeros negros binarios estelares, que son remanentes un sistema de estrellas binarias masivas; y los agujeros negros masivos binarios, los cuales se cree que son el resultado de la fusión de galaxias.
Por muchos años fue de gran dificultad probar la existencia de los agujeros negros binarios debido a la naturaleza misma de los agujeros negros, y los limitados recursos de detección disponibles. Durante finales del siglo XX y principios del XXI, la búsqueda de agujeros negros binarios cobró gran interés científico debido a que estos serían potencialmente la mayor fuente de ondas gravitatorias del universo, con lo cual se probaría la existencia de estas últimas. 
La existencia de los agujeros negros binarios de masas estelares y la existencia de las ondas gravitatorias fueron finalmente confirmadas en febrero de 2016, luego de que el observatorio de ondas gravitatorias, LIGO, detectara en septiembre de 2015 una señal que fue resultado de la emanación de ondas gravitatorias generándose por la fusión de dos agujeros negros. Esta señal fue luego bautizada como GW150914.

 También se han hallado algunos candidatos a agujeros negros supermasivos binarios, pero estos no han sido categóricamente confirmados.

## Ocurrencia

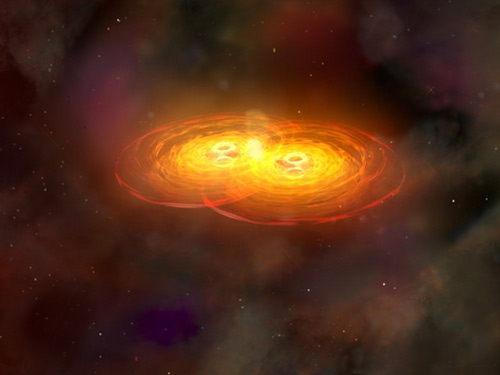
Representación artística de la fusión de un agujero negro.

Se cree que los agujeros negros binarios supermasivos se forman por la fusión de galaxias. Algunos probables candidatos a agujeros negros binarios son galaxias con dos núcleos que aún se hallan lejos, como es el caso de la galaxia NGC 6240. Otros candidatos a agujeros negros binarios más cercanos podrían ser las galaxias con dos líneas de emisión, los ejemplos incluyen a la galaxia SDSS J104807.74+005543.5 y EGSD2 J142033.66 525917.5.
Otros núcleos galácticos tienen periodos de emisión que sugieren la existencia de un gran objeto orbitando un agujero negro central, como por ejemplo en la galaxia OJ287.
El cuásar PG 1302-102 parece tener un agujero negro binario con un periodo orbital de 1,900 días.

## Problema del parsec final
La separación natural de dos agujeros negros supermasivos en el centro de una galaxia es de unas pocas decenas de parsecs. esta es la separación a la cual los dos agujeros negros forman un sistema binario que debe perder energía de alguna forma antes que los agujeros negros puedan unirse. Para generar ondas gravitacionales a un nivel significativo, el sistema binario tendría que achicarse a una distancia mucho menor, aproximadamente 0.01 – 0.001 parsecs. Este es llamado el “problema del parsec final”. Han sido propuestas ciertas soluciones para resolver este problema, la mayoría de las cuales involucran la interacción de los agujeros negros masivos con la materia que los rodean, como estrellas o gas, los cuales podrían extraer energía del sistema binario permitiendo que este se encoja.

## Forma
Otro de los problemas a resolver en cuanto a los agujeros negros binarios es la topología del horizonte de sucesos de ambos durante la fase de fusión.  En modelos matemáticos, se agregan líneas geodésicas para ver si encuentra un horizonte de sucesos. 
Mientras dos agujeros negros se acercan mutuamente, de los horizontes de sucesos de ambos sobresale una parte en forma de pico de embudo con dirección a encontrarse mutuamente. Estas partes que sobresalen se van  haciendo cada vez más y más largas y angostas hasta que se encuentran la una con la otra, formando una X alargada en el punto donde se tocan. Ambas partes se juntan en un hilo delgado y el punto de conexión se expande hasta una forma cilíndrica, llamada puente.

Las simulaciones desde 2011 no han producido ningún horizonte de sucesos con una forma toroidal, aunque otros sugieren que sería posible si, por ejemplo, varios agujeros negros orbitando en el mismo círculo colisionan.

## Ciclo de vida
La primera fase del agujero negro binario dura mucho tiempo, durante esta se observa una órbita que se va encogiendo gradualmente. Durante esta fase, los agujeros negros se encuentran bien distanciados entre ellos, así que las ondas gravitatorias emitidas son muy débiles. Además del encogimiento de las órbitas, se pierde un momento angular adicional debido a las interacciones con otra materia presente, como estrellas. Mientras las órbitas se achican, tanto la velocidad de los agujeros negros como la emisión de ondas gravitatorias se incrementan.  Cuando los agujeros están lo suficientemente cerca se fusionan liberando una gran cantidad de energía en forma de ondas gravitatorias, alcanzando su pico más alto de emisión en este punto. Inmediatamente después de fusionarse, el ahora único agujero negro comenzará a vibrar hasta pasar de una forma elongada a  una esférica.  Las distorsiones de la forma esférica se reducen rápidamente hasta que se estabiliza.

## Observaciones
En noviembre de 2015, se dio la primera detección del choque de dos agujeros negros binarios de masas estelares, por parte del observatorio de ondas gravitatorias, LIGO. Ambos agujeros negros tenían un estimado de entre 29 y 36 veces la masa del sol, y se fusionaron  para formar un único agujero negro de aproximadamente 62 veces la masa del sol. Tres masas solares fueron convertidas en radiación gravitacional en la última fracción de segundo, llegando a liberar un máximo de 200 masas solares por segundo, lo cual es unas 50 veces el poder generado por todas las estrellas del universo observable.